# Florence Darel
Florence Darel (* 1968) je francouzská filmová herečka.

## Mládí
Byla žákem Maurice Sarrazina, tvůrce divadla Grenier de Toulouse, v jeho pařížské divadelní škole Le Grenier-Maurice Sarrazin.

## Osobní život
Jejím manželem je hudební skladatel Pascal Dusapin. V roce 2009 se jim narodilo dítě.
V říjnu 2017 prohlásila, že ji sexuálně obtěžoval Harvey Weinstein a různí francouzští producenti, včetně Jacquese Dorfmanna.

## Filmografie
- Erreur de jeunesse (1989)
- Les Jeux de société (1989)
- Le Champignon des Carpathes (1990)
- Jarní příběh (1990)
- Uranus (1990)
- Zloděj dětí (1992)
- A comme Acteur (1992)
- Fausto (1993)
- Der Grüne Heinrich (1994)
- Joan the Maiden, Part 2: The Prisons (1994)
- Don't Let Me Die on a Sunday (1998)
- Hrabě Monte Christo (1998)
- Napoléon (2002)
- Le Intermittenze del cuore (2003)
- Là-haut, un roi au-dessus des nuages (2003)
- Un printemps à Paris (2006)
- La Maison (2007)
- Jen proto, že jsme jiní (2008)
- Femmes de loi (2009)
- Le Clan des Lanzac (2013)
- Soda: Un trop long week-end (2014)
- À demain sans faute (2015)
- Les Heures souterraines (2015)